# Клотен Флаєрс
Клотен Флаєрс (Kloten Flyers) — хокейний клуб з м. Клотен, Швейцарія. Заснований у 1934 році.
Виступає у чемпіонаті Швейцарської ліги. Домашні ігри команда проводить на «Колпінг Арені» (7,634).

## Історія
«ЕХК Клотен» заснований в грудні 1934 року, під керівництвом нині покійного почесного президента Еміля Хегнера. У перші роки команда проводила тільки товариські матчі, домашні ігри грала на замерзлому ставку.
З 40-х років минулого століття команда виступає в чемпіонаті Швейцарії. В 1947 Клотен виступає в Національній лізі В, а з 1962 року входить до Національної ліги А. Відтоді клуб ніколи не вилітав з вищого дивізіону протягом 50 років поспіль.
У 1967 році під керівництвом чеського тренера Владіміра Кобери виграли перший титул чемпіона Швейцарії.
Подібного успіху клуб з Клотена досяг в середині 90-х, коли чотири рази поспіль вигравав чемпіонат Швейцарії 1993, 1994, 1995, 1996.
У сезоні 1998/99 команду очолив російський спеціаліст Володимир Юрзінов. Він заклав нову філософію гри, залучив молодих гравців до команди, але попри це Клотен не був успішним у чемпіонаті. У 2004 та 2005 «ХК Клотен» грав перехідні матчі за право залишитись у Національній лізі А. На той момент Володимир Юрзінов залишився в складі клубу як тренер молодих гравців, йому на зміну прийшов дует у складі головного тренера Андерса Елдебрінка та ветерана Клотена Фелікса Голленштайна як помічника тренера. Вони працювали до травня 2012 року.
У сезоні 2008/09 Клотен були в плей-оф, де вони поступились в 7 іграх ХК Давос.
В сезоні 2009/2010 поступились 0:4 в серії проти СК Берн в півфіналі.
У сезоні 2013/14 років, клуб поступився у фіналі ЦСК Лайонс 0:4 (0:1, 1:2, 2:5, 1:2 Б).
У клубі досить розвинутий дитячий та молодіжний хокей. З моменту проведення чемпіонату для цих вікових груп з сезону 1959/60 команди Клотена здобули 19 чемпіонських титулів, востаннє в сезоні 2005/06.

## Досягнення
Чемпіон Швейцарії (5 разів) — 1967, 1993, 1994, 1995, 1996.

## Відомі тренери
- Владімір Кобера, 1967
- Конні Евенссон, 1993, 1994
- Альпо Сухонен, 1995, 1996
- Володимир Юрзінов, з 1998 по жовтень 2004 року
- Мірек Гіблер, з жовтня 2004 року по квітень 2005 року
- Андерс Ельдебрінк з 2005 року по травень 2012

## Закріплені номери
- #4 Марко Клоті, 1992 — 2007
- #7 Петер Шлагенхауф, 1969 — 1994
- #20 Рето Павоні, 1989 — 2002
- #21 Роман Вегер, 1971 — 1998
- #24 Фелікс Голленштайн, 1985 — 2002, асистент головного тренера 2004 — 2012
- #26 Мікаель Юганссон, 1992 — 1997
- #32 Андерс Ельдебрінк, 1990 — 1995, головний тренер 2005 — 2012

## Відомі гравці
- Патрік Бертчі
- Марк Белл
- Северен Блінденбахер
- Аріс Бріманіс
- Патріс Брізбуа
- Куртіс Браун
- Дам'єн Бруннер
- Марко Бюрер
- Мануеле Челіо
- Радек Гамр
- Джефф Гелперн
- Ярослав Глінка
- Оллі Йокінен
- Марко Кіпрусофф
- Маркус Ліндеманн
- Свен Ліндеманн
- Юрг Лотт
- Урс Лотт
- Гайнц Лютхі
- Петер Лютхі
- Улі Лютхі
- Йорі Маттлі
- Ендрю Маккім
- Боб Монгрейн
- Кент Нільссон
- Мартін Плюсс
- Дерон Куїнт
- Павел Ріхтер
- Кіммо Рінтанен
- Фредерік Ротен
- Шамолін Дмитро
- Тобіас Штефан
- Якуб Шиндел
- Девід Танабе
- Кріс Тансілл
- Адріан Віхзер
- Волтер Віпф
- Росс Йатс
- Роман Вік